# Waichirō Ōmura
Waichirō Ōmura (jap. 大村和市郎 Ōmura Waichirō; ur. 1 stycznia 1933 w prefekturze Shizuoka) – japoński piłkarz, reprezentant kraju.

## Kariera klubowa
Jako piłkarz grał w klubie Tanabe Pharmaceuticals.

## Kariera reprezentacyjna
Karierę reprezentacyjną rozpoczął w 1956, a zakończył w 1958 roku. W sumie w reprezentacji wystąpił w 5 spotkaniach. Został powołany do kadry na Igrzyska Olimpijskie w 1956 roku.

## Statystyki
| Reprezentacja Japonii | Reprezentacja Japonii | Reprezentacja Japonii |
| Rok                   | Mecze                 | Gole                  |
| --------------------- | --------------------- | --------------------- |
| 1956                  | 3                     | 0                     |
| 1957                  | 0                     | 0                     |
| 1958                  | 2                     | 0                     |
| Razem                 | 5                     | 0                     |